# Liste des maires de Montbéliard
Cet article dresse une liste par ordre de mandat des maires de Montbéliard.

## Liste des maires
Avant son rattachement à la France, Montbéliard fut indépendante puis sous souveraineté du Würtemberg, le conseil commun de Montbéliard se composait de neuf maîtres bourgeois et d'un maître bourgeois en chef, élu pour le présider. Le maire était un officier du comte, nommé par lui, accrédité auprès des magistrats municipaux et n'ayant que voix consultative dans les délibérations du conseil.
| Période                                  | Période | Identité                      | Étiquette | Qualité                         |
| ---------------------------------------- | ------- | ----------------------------- | --------- | ------------------------------- |
| Les données manquantes sont à compléter. |         |                               |           |                                 |
| 1633                                     |         | Gerson Parrot                 |           |                                 |
| Les données manquantes sont à compléter. |         |                               |           |                                 |
| 1678                                     |         | George Euvrard                |           |                                 |
| Les données manquantes sont à compléter. |         |                               |           |                                 |
| 1689                                     |         | Jules-Frédéric Scharffenstein |           |                                 |
| Les données manquantes sont à compléter. |         |                               |           |                                 |
| 1728                                     |         | Pierre Scharffenstein         |           |                                 |
| Les données manquantes sont à compléter. |         |                               |           |                                 |
| 1767                                     |         | Jean-Jacques Parrot           |           | Père de Georges Frédéric Parrot |

| Période         | Période          | Identité                        | Étiquette    | Qualité |
| --------------- | ---------------- | ------------------------------- | ------------ | --- |
| 1793            | 1795             | Pierre-Frédéric Goguel          |              | |
| 1795            |                  | Charles-Christophe Verenet      |              | |
| 1795            | 1797             | Léopold-Frédéric Flamand        |              | Président de l'administration municipale |
| 1797            | 1798             | Charles-Christophe Duvernoy     |              | Président de l'administration municipale |
| 1798            | 1799             | Jean-Jacques Morel              |              | Président de l'administration municipale, démission |
| 1799            |                  | Charles-Christophe Duvernoy     |              | Président de l'administration municipale |
| 1800            | 1809             | Charles-Frédéric Surleau        |              | |
| 1809            | 1815             | Georges Frédéric Joseph Rossel  |              | |
| 1815            |                  | Charles Louis Berger            |              | |
| 1815            | 1816             | Philippe-Henry Goguel           |              | |
| 1816            | 1818             | Pierre-Frédéric Fallot          |              | Démission |
| 1818            | 1831             | Charles Louis Berger            |              | |
| 1831            |                  | Georges-Frédéric Rossel         |              | |
| 1831            | 1833             | Jean-Christophe Perdrizet       |              | Conseiller général de Hérimoncourt |
| 1833            | 1840             | Jacques-Frédéric Goguel         |              | |
| 1840            | 1865             | Charles-Samuel Sahler           |              | |
| 1865            | 1871             | Charles-Frédéric Lalance        |              | |
| 1871            | 1872             | Charles Samuel Frédéric Fallot  |              | Pharmacien |
| 1874            |                  | Louis-Rodolphe Cucuel           |              | Médecin |
| 1875            | 1877             | Charles-Louis Fallot            |              | Pharmacien, révoqué |
| 1877            | 1878             | Jean-Baptiste Knauss            |              | Ancien officier, maire imposé |
| 1878            | 1879             | Charles-Louis Fallot            |              | Pharmacien |
| 1880            | 1881             | Léopold Jean-Baptiste Garnier   |              | Rentier |
| 1881            | 1882             | Léon Albert Villars             |              | Avocat |
| 1882            | 1884             | Charles-Christophe Goguel       |              | Industriel |
| 1884            | 1888             | Jules-Charles-Édouard Beurnier  |              | Médecin |
| 1888            | 1896             | Auguste Georges Louis Pardonnet |              | Notaire |
| 1896            | 1897             | Auguste Samuel Marti            |              | Industriel |
| 1897            | 1901             | Eugène Frédéric Oscar Flamand   |              | Médecin |
| 1901            | 1904             | Frédéric Thourot                |              | |
| 1904            | 1908             | Charles Jules Bourcart          |              | |
| 1908            | 1912             | Georges Léon Parrot             |              | |
| 1912            | 1921             | Gustave Ulmann                  |              | Fabricant d'horlogerie |
| 1921            | 1925             | Georges Benjamin Bernard        |              | |
| 1925            | 1929             | Joseph Rossel                   |              | |
| 1929            | 1944             | Armand Bermont (1882-1946)      | SFIO         | |
| 1944            |                  | René-Megnin Bernard             |              | |
| 1944            | 1946             | Armand Bermont (1882-1946)      | SFIO         | |
| 1946            | 1947             | Marius Blajot                   | SFIO         | |
| 25 octobre 1947 | 2 septembre 1957 | Lucien Tharradin                | RPF          | Sous-directeur d'école professionnelle Sénateur |
| 1957            | 1959             | Eugène Ferrand                  |              | |
| 1959            | 1965             | Jean-Pierre Tuefferd            | Radical      | |
| 1965            | 16 mars 1978     | André Boulloche                 | SFIO puis PS | Député Ministre |
| 1978            | 1989             | André Lang                      | PS           | |
| 1989            | 2008             | Louis Souvet                    | RPR puis UMP | Cadre de l'industrie Sénateur |
| 2008            | 5 avril 2014     | Jacques Hélias                  | PS           | Conseiller général de Montbéliard-Est |
| 5 avril 2014    | en cours         | Marie-Noëlle Biguinet,          | UMP puis LR  | Assistante sociale Conseillère municipale Adjointe au maire 2e vice-présidente de Pays de Montbéliard Agglomération Conseillère générale de Montbéliard-Est Conseillère régionale de Franche-Comté |